# Liste des mauvaises herbes résistantes à un herbicide
La liste des mauvaises herbes résistantes à un herbicide comprend (en mars 2016), selon le recensement publié par International Survey of Herbicide Resistant Weeds (Enquête internationale sur les mauvaises herbes résistantes aux herbicides), 250 taxons (espèces, sous-espèces et variétés) de mauvaises herbes, dont 145 dicotylédones et 105 monocotylédones.
Les cas de résistances ont été détectés dans des cultures de 86 espèces de plantes cultivées et dans 66 pays différents. Ils concernent 157 herbicides appartenant à 23 des 26 classes d'herbicides de la classification HRAC.

## Liste
- Abutilon theophrasti, Abutilon à fleurs jaunes
- Acalypha australis
- Ageratum conyzoides, Herbe-à-bouc
- Agrostis stolonifera, Agrostis  stolonifère
- Alisma canaliculatum
- Alisma plantago-aquatica, Plantain d'eau
- Alopecurus aequalis, Vulpin fauve
- Alopecurus japonicus, Vulpin japonais
- Alopecurus myosuroides, Vulpin  des champs
- Amaranthus albus, Amaranthe  blanche
- Amaranthus blitoides, Amaranthe fausse-blette
- Amaranthus blitum (ssp.  oleraceus), Amarante blette
- Amaranthus cruentus, Amaranthe couleur de sang
- Amaranthus hybridus (syn:  quitensis), Amaranthe hybride
- Amaranthus palmeri, Amaranthe de Palmer
- Amaranthus powellii, Amaranthe  de Powell
- Amaranthus retroflexus, Amaranthe réfléchie
- Amaranthus spinosus, Amaranthe épineuse, Épinard malabar
- Amaranthus tuberculatus (=  A. rudis)
- Amaranthus viridis, Amarante verte
- Ambrosia artemisiifolia, Ambroisie à feuilles d'armoise
- Ambrosia trifida, Grande herbe  à poux
- Ammannia auriculata
- Ammannia coccinea, Ammannia écarlate
- Anthemis arvensis, Anthémis  des champs
- Anthemis cotula, Anthémis  fétide
- Apera spica-venti, Jouet du  vent
- Arabidopsis thaliana, Arabette des dames
- Arctotheca calendula, Arctothèque souci, Dent-de-lion du Cap
- Arenaria serpyllifolia, Sabline à feuilles de serpolet
- Atriplex patula, Arroche des  champs
- Avena fatua, Folle avoine
- Avena sterilis Avoine stérile
- Avena sterilis ssp. ludoviciana, Folle avoine de Ludovic
- Bacopa rotundifolia
- Beckmannia syzigachne
- Bidens pilosa, Bident poilu
- Bidens subalternans, Bident à feuilles semi-alternes
- Bidens tripartita, Bident  tripartite
- Bifora radians, Bifora  rayonnant
- Blyxa aubertii
- Brachiaria eruciformis
- Brachypodium distachyon, Brome  chiendent
- Brassica rapa (= B.  campestris)
- Brassica tournefortii, Chou de Tournefort
- Bromus diandrus, Brome à deux étamines
- Bromus diandrus ssp. rigidus  (= B. rigidus)
- Bromus japonicus, Brome du Japon
- Bromus rubens, Brome rouge
- Bromus secalinus, Brome  faux-seigle
- Bromus sterilis, Brome stérile
- Bromus tectorum, Brome des  toits
- Buglossoides arvensis (=  Lithospermum arvense), Grémil des champs
- Camelina microcarpa, Caméline  à petits fruits
- Capsella bursa-pastoris, Capselle bourse à pasteur
- Carduus nutans, Chardon penché
- Carduus pycnocephalus, Chardon à tête dense
- Centaurea cyanus, Bleuet
- Centaurea solstitialis, Centaurée du solstice
- Chamaesyce maculata, Euphorbe maculée
- Chenopodium album, Chénopode  blanc
- Chenopodium album var. striatum (= C. strictum var. glaucophyllum)
- Chenopodium ficifolium, Chénopode à feuille de figuier
- Chenopodium polyspermum, Chénopode à graines nombreuses
- Chenopodium simplex (= C.  hybridum), Chénopode hybride
- Chloris barbata (= C.  inflate)
- Chloris elata
- Chloris truncata
- Chloris virgata
- Chrysanthemum coronarium, Chrysanthème couronné
- Cirsium arvense, Cirse des  champs
- Clidemia hirta
- Commelina diffusa, Petite-Herbe-de-l'eau
- Convolvulus arvensis, Liseron des champs
- Conyza bonariensis, Vergerette  d'Argentine
- Conyza canadensis, Vergerette  du Canada
- Conyza sumatrensis, Vergerette  blanchâtre
- Crassocephalum crepidioides
- Crepis tectorum, Crépide des  toits
- Crypsis schoenoides
- Cuphea carthagenenis
- Cuscuta pentagona (= C.  campestris)
- Cynodon hirsutus
- Cynosurus echinatus
- Cyperus brevifolius
- Cyperus compressus
- Cyperus difformis, Souchet à  petites fleurs
- Cyperus esculentus, Souchet  comestible
- Cyperus iria
- Cyperus odoratus
- Damasonium minus
- Datura stramonium, Datura  officina
- Daucus carota, Carotte
- Descurainia sophia, Herbe de  sainte Sophie
- Digitaria ciliaris
- Digitaria insularis
- Digitaria ischaemum
- Digitaria sanguinalis, Digitaire sanguine
- Diplotaxis erucoides, Diplotaxis fausse roquette
- Diplotaxis tenuifolia, Diplotaxis à feuilles étroites
- Dopatrium junceum
- Echinochloa colona, Blé du Dekkan
- Echinochloa crus-galli var. crus-galli
- Echinochloa crus-galli var. formosensis
- Echinochloa crusgalli var. zelayensis
- Echinochloa crus-pavonis
- Echinochloa erecta, Échinochloé des cultures
- Echinochloa oryzoides, Échinochloé faux riz
- Echinochloa phyllopogon (=  E. oryzicola)
- Echium plantagineum, Vipérine  faux-plantain
- Ehrharta longiflora
- Elatine triandra var. pedicellata
- Eleocharis acicularis
- Eleusine indica
- Epilobium ciliatum
- Epilobium tetragonum, Épilobe  à quatre angles
- Erigeron philadelphicus, Érigéron de Philadelphie
- Eriochloa punctata
- Erucaria hispanica
- Erysimum repandum, Vélar étalé
- Euphorbia heterophylla, Euphorbe hétérophylle
- Fimbristylis miliacea
- Fumaria densiflora, Fumeterre à fleurs serrées
- Galeopsis tetrahit, Galéopsis  tétrahit
- Galinsoga ciliata, Galinsoga cilié
- Galium aparine, Gaillet  gratteron
- Galium spurium, Gaillet bâtard
- Galium tricornutum, Gaillet à trois cornes
- Gamochaeta pensylvanica
- Hedyotis verticillata
- Helianthus annuus, Tournesol
- Hirschfeldia incana
- Hordeum murinum ssp. glaucum
- Hordeum murinum ssp. leporinum
- Hydrilla verticillata
- Ischaemum rugosum
- Iva xanthifolia
- Ixophorus unisetus
- Kochia scoparia
- Lactuca serriola, Laitue  scariole
- Lamium amplexicaule, Lamier  amplexicaule
- Landoltia punctata
- Lepidium virginicum
- Leptochloa chinensis
- Leptochloa panicoides
- Leptochloa scabra
- Leptochloa virgata
- Limnocharis flava
- Limnophila erecta
- Limnophila sessiliflora
- Lindernia dubia (= Lindernia  dubia var. major)
- Lindernia micrantha
- Lindernia procumbens
- Lolium perenne, Ray-grass  anglais
- Lolium perenne ssp. multiflorum
- Lolium persicum
- Lolium rigidum, Ivraie raide
- Ludwigia prostrata
- Matricaria discoidea, Matricaire odorante
- Matricaria recutita (= M.  chamomilla), Matriciare camomille
- Mazus fauriei
- Mazus pumilus
- Mesembryanthemum crystallinum, Ficoïde glaciale
- Mitracarpus hirtus
- Monochoria korsakowii
- Monochoria vaginalis
- Myosoton aquaticum, Céraiste  aquatique
- Nassella neesiana
- Nassella trichotoma
- Neslia paniculata
- Oryza sativa var. sylvatica
- Panicum capillare
- Panicum dichotomiflorum, Panic  dichotomique
- Papaver rhoeas, Coquelicot
- Parthenium hysterophorus
- Pentzia suffruticosa
- Phalaris brachystachys
- Phalaris minor
- Phalaris paradoxa, Alpiste  paradoxal
- Picris hieracioides, Picride  fausse épervière
- Plantago lagopus
- Plantago lanceolata, Plantain  lancéolé
- Poa annua, Pâturin annuel
- Polygonum aviculare, Renouée  des oiseaux
- Polygonum convolvulus (=  Fallopia convolvulus), Renouée faux-liseron
- Polygonum hydropiper, Renouée  poivre d'eau
- Polygonum lapathifolium, Renouée à feuilles de patience
- Polygonum pensylvanicum, Renouée de Pennsylvanie
- Polygonum persicaria, Renouée  persicaire
- Polypogon fugax
- Polypogon monspeliensis
- Portulaca oleracea, Pourpier  maraîcher
- Ranunculus acris, Renoncule  âcre
- Raphanus raphanistrum, Ravenelle
- Raphanus sativus, Radis
- Rapistrum rugosum
- Rorippa indica
- Rostraria smyrnacea (=  Lophochloa smyrnacea)
- Rotala indica var. uliginosa
- Rotala pusilla
- Rottboellia cochinchinensis (=  R. exaltata)
- Rumex dentatus
- Sagittaria guyanensis
- Sagittaria montevidensis
- Sagittaria pygmaea
- Sagittaria trifolia
- Salsola tragus
- Schoenoplectus fluviatilis
- Schoenoplectus juncoides
- Schoenoplectus mucronatus (=  Scirpus mucronatus)
- Schoenoplectus wallichii
- Sclerochloa dura
- Sclerochloa kengiana
- Senecio vernalis, Séneçon  printanier
- Senecio vulgaris, Séneçon  commun
- Setaria faberi
- Setaria pumila (=S. glauca)
- Setaria verticillata Sétaire  verticillée
- Setaria viridis, Sétaire verte
- Setaria viridis var. major (=  var. robusta-alba, var. robustapurpurea)
- Sida spinosa, Sida épineuse
- Silene gallica, Silène de  France
- Sinapis alba, Moutarde blanche
- Sinapis arvensis, Moutarde des  champs
- Sisymbrium orientale, Sisymbre d'Orient
- Sisymbrium thellungii
- Snowdenia polystachya
- Solanum americanum, Morelle  d'Amérique
- Solanum nigrum, Morelle noire
- Solanum ptycanthum, Morelle noire de l'est
- Soliva sessilis
- Sonchus asper, Laiteron rude
- Sonchus oleraceus, Laiteron  maraicher
- Sorghum bicolor, Sorgho commun
- Sorghum bicolor ssp. drummondii (= Sorghum sudanese)
- Sorghum halepense, Sorgho  d'Alep
- Spergula arvensis, Spergule  des champs
- Sphenoclea zeylanica
- Sporobolus fertilis, Sporopbole fertile
- Stellaria media, Stellaire  intermédiaire
- Thlaspi arvense, Tabouret des  champs
- Tripleurospermum perforatum (=  T. inodorum), Matricaire inodore (espèce retirée de la liste en 2014[2])
- Urochloa panicoides
- Urochloa plantaginea (=  Brachiaria plantaginea)
- Urtica urens, Ortie brûlante
- Vaccaria hispanica, Saponaire des vaches
- Vicia sativa, Vesce cultivée
- Vulpia bromoides, Vulpie queue-d'écureuil, Vulpie faux Brome
- Xanthium strumarium, Lampourde glouteron
- Youngia japonica, Lastron bâtard